# フェラーリ・SF90ストラダーレ
SF90ストラダーレ (Ferrari SF90 Stradale) は、イタリアの高級自動車メーカーであるフェラーリが生産しているハイブリッドスーパーカーである。

## 概要
2019年5月29日、フェラーリ初の市販PHEVロードカーとして発表された。「SF90」はスクーデリア・フェラーリ創設90周年、「ストラダーレ」は公道用市販車を意味する。
SF90ストラダーレには標準モデルと、高性能モデルである「Assetto Fiorano（アセットフィオラーノ）」が用意される。なお、フェラーリにおけるハイブリッドカーとしては、限定車であるラ フェラーリに続く2車種目であるが、本車は限定生産ではなく通年生産となる。

### メカニズム
3基の電気モーターを搭載し、1基はエンジンとギアボックスの間に配置、2基はフロントアクスルに配置され、それぞれが電子制御の湿式多板クラッチによるトルクベクタリングで左右輪を駆動するe-4WDである。また、前輪用モーターは210 km/h以上で切り離すことができる。
780 PSを発揮するV型8気筒ツインターボエンジンはリアミッドシップに搭載され、3基のモーターは220 PSを発揮し、システム全体の合計出力は1,000 PSとなり、最高速度340 km/h、0-100 km/h加速2.5秒、0-200 km/h加速6.7秒。EVモード（eドライブ）時は前輪のモーターだけでの走行（前輪駆動）となり、最大25 kmの距離を最高速度135 km/hで走行することができる。
走行モードは「eドライブ」、「ハイブリッド」、「パフォーマンス」、「クオリファイ」の4つから選べ、「eドライブ」はモーターだけで走行できるモード、「ハイブリッド」は通常走行で効率性を優先するモード、「パフォーマンス」はエンジンは常に稼働しバッテリーを充電しつつエンジンの出力を優先するモード、「クオリファイ」（予選の意味）はモーターとエンジンの全出力を結集し、SF90の性能を最大に発揮できるモードである。

### エクステリア・インテリア
ボディデザインはフェラーリ・スタイリングセンターが担当。伝統の4灯テールランプは真円でなくなり、リアエンドの高さを低く見せる効果がある。
インテリアは、フェラーリ市販車初のフルデジタルコックピットが採用され。ステアリング右側スポークにセンタークラスターモニターの操作用タッチパッドを装備し、その他のスイッチ類もステアリング上や周辺に集約されている。

### SF90 スパイダー

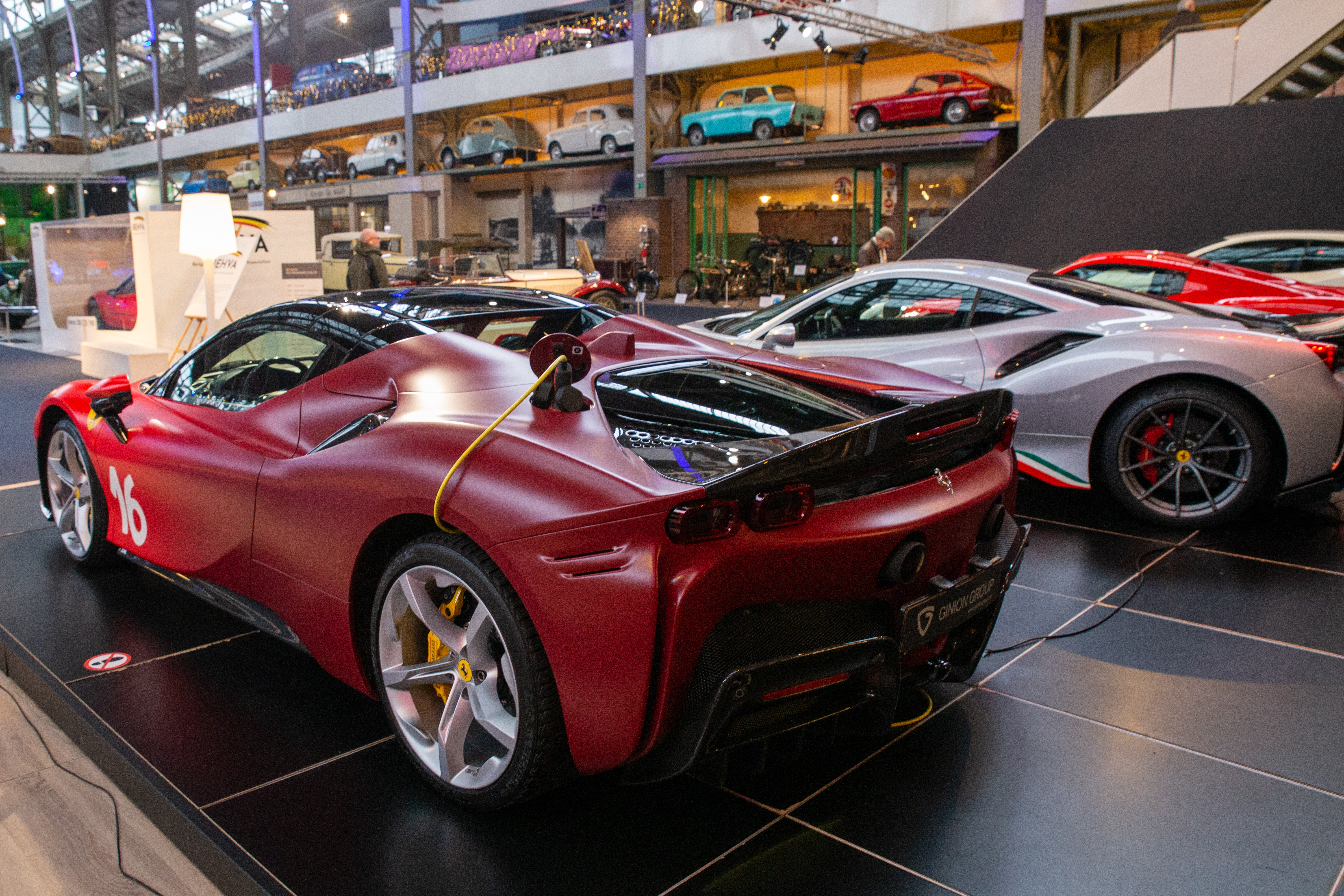
SF90 スパイダー

2020年11月に発表されたSF90ストラダーレのオープンモデル。

## SF90 XXストラダーレ
2023年6月に発表されたXXシリーズの新型モデルで、同シリーズでは初の公道走行が可能なモデルとなる。生産台数は799台で、価格は欧州で77万ユーロ（約1億2000万円）。同年9月には日本初公開された。
パワートレインはベースのSF90と変わらず、フロントに2基のモーター、リアにV8ツインターボエンジンと1基のモーターを備える。出力はそれぞれエンジンで17PS、モーターで13PS増加しており、システム総出力は1030PSを発揮する。固定式リアウイングを始めとする様々なエアロパーツが追加されているが、車両重量はベースのSF90から10kg軽量化されている。
0-100km/hは2.3秒、0-200km/hは6.5秒で最高速度は320km/h。

### SF90 XXスパイダー

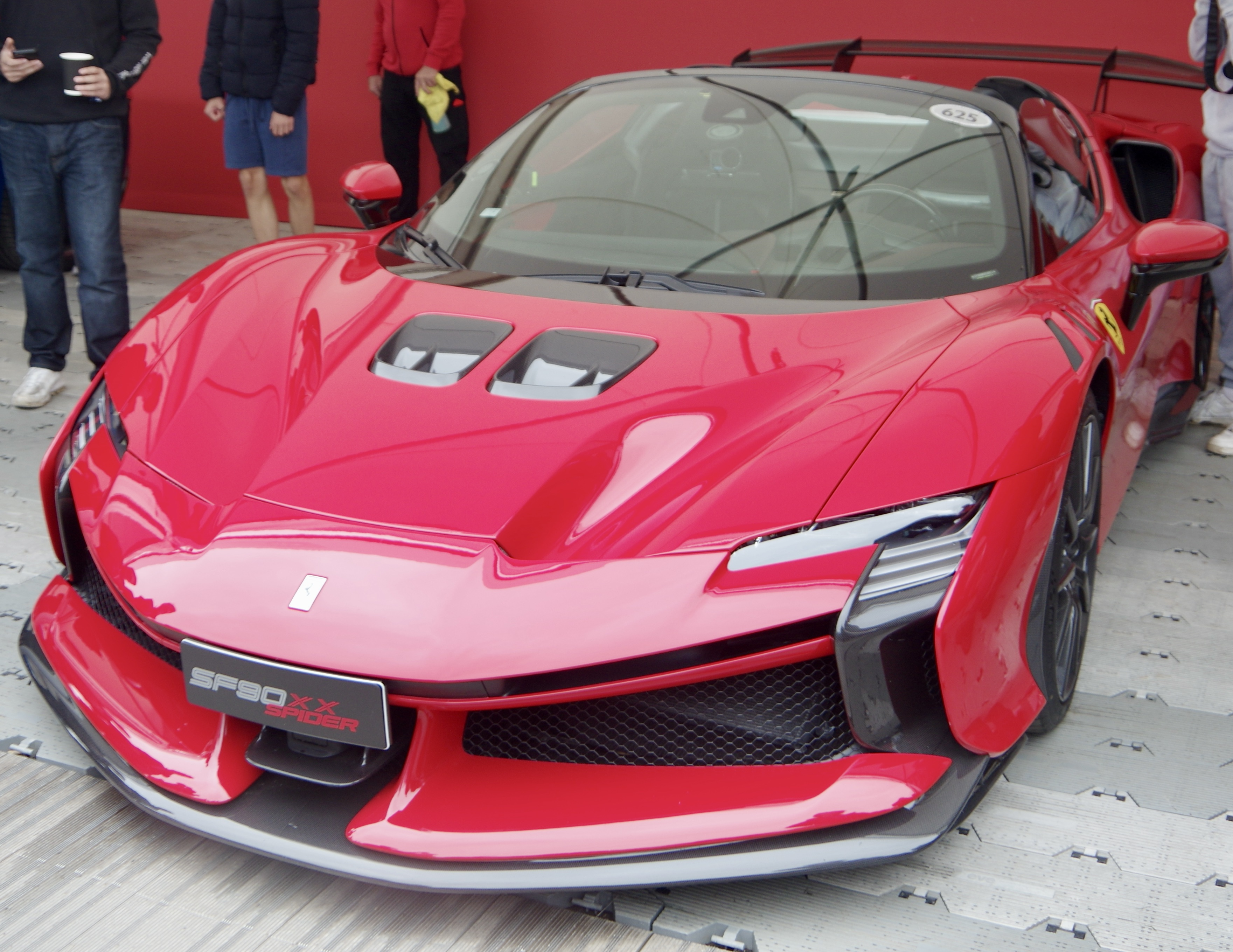

SF90 XXストラダーレと同時に発表されたXXシリーズの新型で、XXストラダーレのオープンモデル。生産台数は599台で、価格は欧州で85万ユーロ（約1億3300万円）。
0-100km/hは2.3秒、最高速度は320km/hとストラダーレと同じだが、0-200km/hが0.2秒遅い6.7秒になっている。オープンモデルのため、車両重量もストラダーレより100kg重くなっている。